# Movimiento Comunista de Euskadi
El Movimiento Comunista de Euskadi (conocido por EMK, acrónimo de su nombre en euskera Euskadiko Mugimendu Komunista) fue un partido político español de corte comunista activo en Navarra y el País Vasco. Se coordinaba a nivel estatal con el desaparecido Movimiento Comunista (MC), del que fue fundador.
Algunos de sus líderes más destacados fueron Patxi Iturrioz, Eugenio del Río, Rosa Olivares Txertudi, Milagros Rubio, Jesús Urra Bidaurre y los hermanos Javier e Ignacio Álvarez Dorronsoro.

## Historia

### Primeros años
A finales de los sesenta la organización nacionalista vasca Euskadi Ta Askatasuna (ETA) sufrió una escisión de carácter izquierdista que de 1966 a 1969 adoptó el nombre de ETA Berri (Nueva ETA). Transformada luego en Komunistak-Movimiento Comunista Vasco, promovió su federación con otros pequeños partidos comunistas del resto de España en el Movimiento Comunista de España y en 1972 acabaría dando lugar al partido político Movimiento Comunista de Euskadi-Euskadiko Mugimendu Komunista (MCE-EMK).
Aunque en un principio tuvo los influjos del trotskismo boyante en Europa tras el mayo francés del 68, adoptaba una ideología maoísta por afinidad con la revolución cultural china, pero con el paso de los años fue depurando el legado ideológico recibido (marxismo, leninismo, maoísmo).
Perteneció a la Plataforma de Convergencia Democrática, un organismo creado en 1975 por gran parte de la oposición a la dictadura franquista. Tomó parte activa en todas las revueltas y movimientos obreros de la época e intentó, junto a otras organizaciones, la creación de una coordinadora de izquierda revolucionaria, que finalmente no fue posible, aunque tuvo su expresión en la plataforma de 1977 Euskal Erakunde Herritarra.

### Transición democrática y participación electoral
Para las primeras elecciones legislativas de 1977 formó parte junto con Euskal Iraultzarako Alderdia (EIA) de la coalición electoral Euskadiko Ezkerra (EE) y su candidato Patxi Iturrioz ocupó unos meses el único escaño parlamentario obtenido, tras la dimisión de Francisco Letamendia. Asimismo, en Navarra, EMK y EIA, junto con Eusko Sozialistak y candidatos provenientes de HOAC, formaron la coalición electoral Unión Navarra de Izquierdas (UNAI), en principio aliada de EE.
UNAI envió a Jesús Urra a la comisión de la Asamblea de Parlamentarios que prepararía en 1977 el acuerdo preautonómico. Sin embargo, en febrero de 1978 EMK se mostró disconforme con el proceso. La decisión de EE de relegar al candidato de EMK a un segundo plano e incorporar a Bandrés (senador por EE) al Consejo General Vasco y dar su voto favorable al PNV, precipitaron la salida de EMK de la coalición junto con la OIC-EKE (que en 1979 acabaría integrándose en EMK) y el consiguiente desmarque de EIA respecto a UNAI. En agosto de 1979, EMK y OIC-EKE propugnarían la abstención en el referéndum sobre el Estatuto de Autonomía del País Vasco.

### Los años 1980 y el fin de la ortodoxia ideológica
El 2 de abril de 1983 EMK se independizó organizativamente del MC para explorar nuevos espacios políticos, lo que le llevó a apoyar la coalición Auzolan, integrada por Liga Komunista Iraultzailea (LKI), LAIA (uno de los partidos fundadores de HB) y Nueva Izquierda (escisión de EE), y de la que no formaba parte EMK. Tras el fracaso electoral de Auzolan, EMK comenzó una andadura conjunta con la formación trotskista LKI, adoptando un discurso filonacionalista y pidiendo en diversas ocasiones el voto para HB, lo que ha llevado a algunos historiadores a considerar que el partido se convirtió en un satélite de dicha coalición abertzale.
En este tiempo, apostó por recoger el testigo de los movimientos sociales surgidos a comienzos de los años ochenta y su actividad destacaría en momentos puntuales como en la campaña en contra de la integración en la OTAN en el referéndum de 1986, o en relación con los movimientos de insumisión al servicio militar y el desmantelamiento del Polígono de tiro de las Bardenas.

### La unión con LKI
En 1991, tras varios años de colaboración, EMK y LKI decidieron converger y fusionarse, dando lugar a Zutik (en la comunidad autónoma del País Vasco) y Batzarre (en Navarra). A partir de entonces algunos de los dirigentes provenientes del EMK iniciaron una autocrítica a su pasado acercamiento a ETA y HB.